# 広島県道296号吉和戸河内線
広島県道296号吉和戸河内線（ひろしまけんどう296ごう よしわとごうちせん）は、広島県廿日市市から山県郡安芸太田町に至る一般県道である。

## 概要
廿日市市吉和から山県郡安芸太田町大字遊谷（あぞうだに）に至る。1960年（昭和35年）に認定された当時は広島県道市垣内（いちがわち）戸河内線だったが、経路変更により1980年（昭和55年）から現行路線名称になった。

### 路線データ
- 起点：廿日市市吉和（国道186号交点）
- 終点：山県郡安芸太田町大字遊谷（戸河内バイパス西口交差点、国道191号交点）
- 総延長：約21.5 km
- 異常気象時通行規制区間：廿日市市吉和字駄荷 - 山県郡安芸太田町吉和郷間（18.3 km）
- 冬期閉鎖区間：廿日市市吉和字駄荷 - 山県郡安芸太田町打梨間（6.7 km、12月15日 - 翌年3月15日）

## 路線状況
大型車の通行は困難。異常気象時通行規制区間や冬期閉鎖区間を有することからもうかがえるように道路事情は決して良くない。沿線に用がない限り国道186号→国道191号を迂回したほうが無難。

## 地理

### 通過する自治体
- 廿日市市
- 山県郡安芸太田町

### 交差する道路
| 交差する道路                            | 市町村名 | 市町村名   | 交差する場所           | 交差する場所                    |
| --------------------------------------- | -------- | ---------- | ---------------------- | ------------------------------- |
| 国道186号 国道434号 重複 国道488号 重複 | 廿日市市 | 廿日市市   | 吉和                   | 起点                            |
| 広島県道252号恐羅漢公園線               | 山県郡   | 安芸太田町 | 大字吉和郷             |                                 |
| 国道191号                               | 山県郡   | 安芸太田町 | 大字遊谷（あぞうだに） | 戸河内バイパス西口交差点 / 終点 |

### 沿線
- 廿日市市立吉和小学校
- 廿日市市立吉和中学校
- 廿日市市役所吉和支所
- 女鹿平温泉
  - めがひらスキー場
  - クヴェーレ吉和
- 立岩ダム
- ウッドワン美術館
- 瀬戸の滝
- 立岩貯水池
- 二ノ原滝
- 白井谷の滝
- 押ヶ垰断層帯